# 버스톨 (웨스트요크셔주)

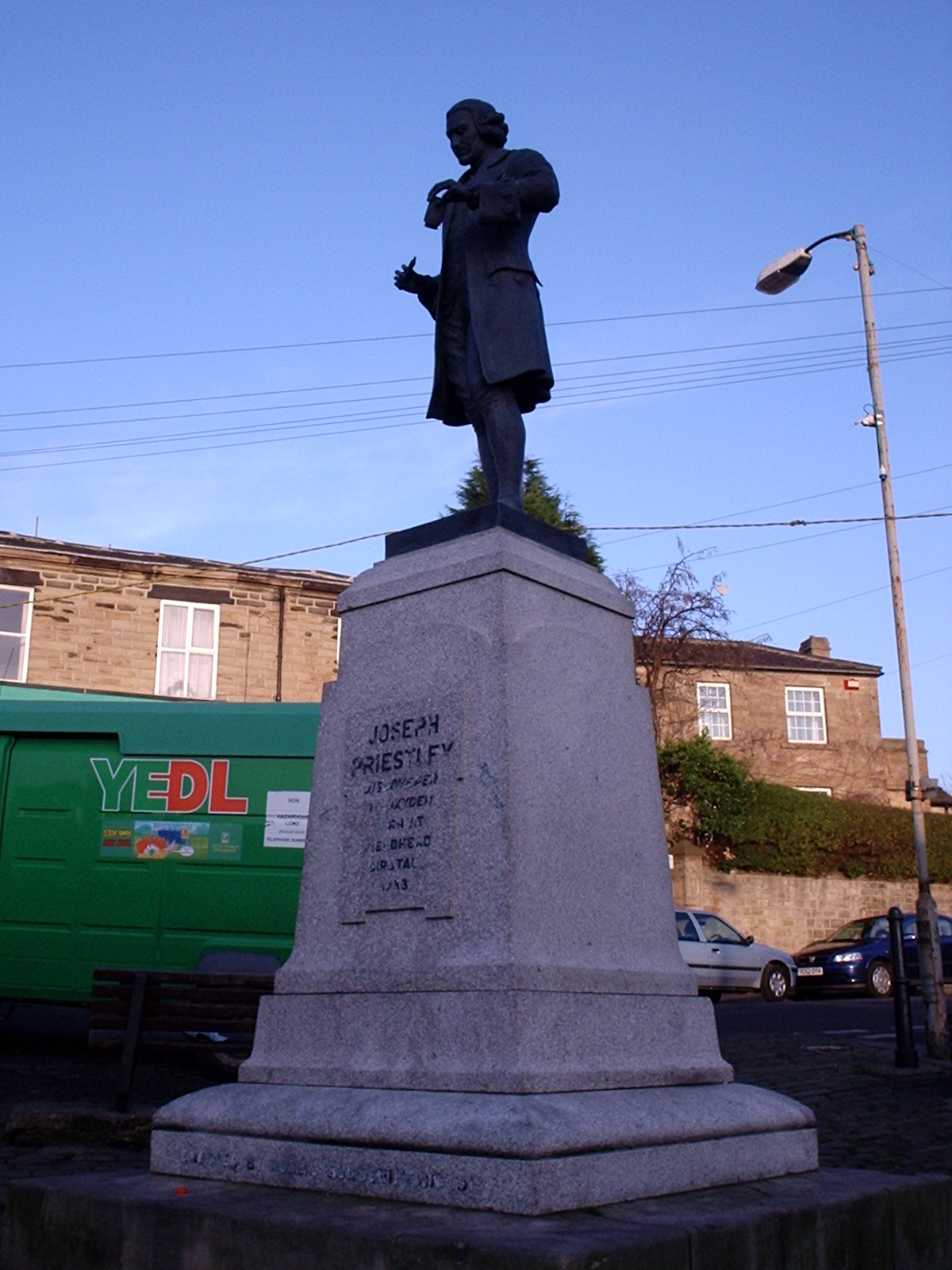

버스톨(Birstall)은 영국 잉글랜드 웨스트요크셔주 커클리스 도시 자치구에 위치한 큰 마을로 웨스트요크셔 주 베틀리에 속한다. 버스톨은 2011년 인구총조사에서 구역 범주로 다시 들어갔고 지금은 버스톨 앤드 버큰쇼라고 부른다. 2011년 버스톨 구의 인구는 16,298명이었다. 옛날에는 웨스트라이딩 주에 포함됐었던 버스톨은 리즈로부터 남서쪽으로 6km 떨어진 곳에 위치해 있다. 또 리즈, 브래드퍼드, 허더스필드, 웨이크필드 사이 한가운데 자리해 있으며 마을 부근으로 M62 고속도로가 지나간다.